# Paweł Czudek
Paweł Czudek (ur. 2 czerwca 1885 w Ustroniu, zm. 2 lutego 1970 w Goleszowie) – polski działacz spółdzielczy i związkowy na Śląsku Cieszyńskim, działacz Robotniczego Stowarzyszenia Kulturalno-Oświatowego „Siła”, wieloletni prezes Spółdzielni Spożywców w Ustroniu.
Około 1910 wstąpił do Klasowego Związku Zawodowego Metalowców. Działacz samorządowy – w latach 1914-1939 członek zastępstwa gminnego w Goleszowie. Działał w PPSD, potem w PPS i Robotniczym Stowarzyszeniu Kulturalno-Oświatowym „Siła”. Jeden z pionierów robotniczego ruchu spółdzielczego, założyciel Ogólnego Stowarzyszenia Spożywczego i Oszczędnościowego w Ustroniu, członek jej Rady Nadzorczej, a w latach 1928-1940 oraz 1945-1950 prezes Zarządu.
W czasie okupacji zwolniony z pracy i prześladowany. W 1950 oskarżany o „odchylenia prawicowe”, po 1957 w pełni zrehabilitowany. Po przejściu na emeryturę pozostał honorowym członkiem Rady Nadzorczej. Odznaczony Złotą Odznaką Spółdzielczą.